# Jakob Binck

Selbstporträt Jakob Binck (um 1520)

Jakob Binck oder Jakob Bink (* 1490 oder 1504 in Köln; † 28. August 1569 in Königsberg) war ein deutscher Maler und Kupferstecher der Renaissance.

## Leben und Werk
Über seine Jugendzeit und Ausbildung ist nichts bekannt. 1529 hielt er sich in den Niederlanden auf, ab etwa 1534 war er Hofmaler des Königs Christian III. von Dänemark. 1541/42 arbeitete er in Schweden und ging 1543 an den Hof Albrecht von Preußens, dort blieb er bis 1548. Darauf folgten wechselnde Anstellungen, 1548 Begleitung der Prinzessin Anna von Dänemark nach Sachsen, zwei Aufenthalte in Antwerpen, um Epitaphien bei Cornelis Floris zu bestellen, und 1550 der Auftrag, in Krempe Befestigungsanlagen zu entwerfen. 1553 trat er endgültig in den Dienst des preußischen Hofes ein.
Sein grafisches Werk umfasst etwa 250 Kupferstiche und Radierungen, ein großer Teil besteht aus Kopien, vor allem der Brüder Barthel und Hans Sebald Beham und anderer deutscher, niederländischer und italienischer Künstler.